# Ангелы Чарли (телесериал, 2011)
Ангелы Чарли (англ. Charlie's Angels) — американский телесериал, который является ремейком телесериала 1976 года. Премьера шоу состоялась в четверг 22 сентября 2011 года в 20:00 на телеканале ABC, в 35-летие дебюта оригинального шоу.
14 октября 2011 года, после выхода четырёх эпизодов, Charlie’s Angels были закрыты.

## Сюжет
Три красивые женщины: бывшая полицейская из Майами, уличная гонщица и обеспеченная воровка, получают шанс на то чтобы изменить жизнь. Они начинают работать на миллионера по имени Чарли Таунсенд. Женщины раскрывают преступления, а также не забывают и о своей личной жизни.

## В ролях
- Энни Айлонзех — Кейт Принц, бывшая полицейская из Майами[6]
- Минка Келли — Ева Фрэнч, уличный гонщик[7]
- Рэйчел Тейлор — Эбигэйл «Эбби» Сэмпсон, воровка[7]
- Рамон Родригес — Джон Бозли
- Айзая Мустафа  — Рей Гудсон, бывший жених Кейт (в 2 эпизодах)

## Производство
О ремейке оригинального сериала было объявлено в конце 2009 года, когда сценариста Джоша Фридмана наняли для написания пилотного сценария. Сценарий Фридмана был в конечном счете отклонен, и ABC наняла создателей «Смолвиля» Альфреда Гофа и Майлза Миллара, чтобы написать новую версию. В одном из интервью Гоф заявил: «Персонажи реальны и эмоционально обоснованы, но они по-прежнему любят веселиться, носить красивую одежду, раскрывать преступления… мы надеемся удивить людей и воспитать целое новое поколение».
Первоначально Чарли должен был сыграть Роберт Вагнер, но из-за конфликтов в расписании ему пришлось покинуть проект. После длительных поисков Виктор Гарбер был выбран на роль голоса Чарли.

## Критика
Шоу получило крайне негативные отзывы от критиков. Агрегатор рецензий Rotten Tomatoes сообщил, что никто из 32 критиков не дал сериалу положительный отзыв, а средняя оценка составила 3 из 10. Консенсус критиков сайта гласит: «Абсолютно посредственная перезагрузка любимого сериала». На Metacritic рейтинг составляет 30 из 100.

## Рейтинги
| # | Название                   | Дата эфира       | Демо рейтинг 18-49 | Зрители (В млн.) | Недельный ранг |
| - | -------------------------- | ---------------- | ------------------ | ---------------- | -------------- |
| 1 | «Angel with a Broken Wing» | 22 сентября 2011 | 2.1/6              | 8.76             | TBA            |
| 2 | «Runway Angels»            | 29 сентября 2011 | 1.5/4              | 7.11             | TBA            |
| 3 | «Bon Voyage, Angels»       | 6 октября 2011   | 1.2/4              | 5.93             | TBA            |
| 4 | «Angels in Chains»         | 13 октября 2011  | 1.3/4              | 5.96             | TBA            |
| 5 | «Angels in Paradise»       | 20 октября 2011  | TBA                | TBA              | TBA            |
| 6 | «Black Hat Angels»         | 3 ноября 2011    | TBA                | TBA              | TBA            |
| 7 | «Royal Angels»             | 10 ноября 2011   | TBA                | TBA              | TBA            |
| 8 | «They Are Not Saints»      | TBA              | TBA                | TBA              | TBA            |